# The Belle of the Beach
The Belle of the Beach è un cortometraggio muto del 1912 prodotto dalla Kalem e diretto da Pat Hartigan.

## Produzione
Il film, prodotto dalla Kalem Company, fu girato a Santa Monica.

## Distribuzione
Distribuito dalla General Film Company, il film - un cortometraggio di 132,6 metri - uscì nelle sale cinematografiche statunitensi il 9 ottobre 1912.
La Moving Pictures Sales Agency lo distribuì nel Regno Unito il 15 dicembre di quello stesso anno.
Nelle proiezioni, veniva programmato con il sistema dello split reel, accorpato in un'unica bobina con un altro cortometraggio prodotto dalla Kalem, la commedia Election Day in California.